# Joe Strummer
John Graham Mellor, dit Joe Strummer (« Joe le gratteur ») né le 21 août 1952 à Ankara et mort le 22 décembre 2002 à Broomfield, est un chanteur et musicien multi-instrumentiste britannique, connu principalement pour avoir été le leader du groupe The Clash, l'un des groupes les plus emblématiques du courant punk.
Il a également été chanteur, chronologiquement, de The Vultures, The 101'ers, et The Mescaleros.

## Biographie
Joe Strummer est né le 21 août 1952 à Ankara en Turquie, fils d'une mère écossaise et d'un père anglais. Sa mère, Anna Mackenzie (1915-1986), était la fille d'un petit fermier et est née et a grandi à Bonar Bridge, dans le Sutherland ; elle devint plus tard infirmière. Son père, Ronald Ralph Mellor (1916-1984), membre de l'Ordre de l'Empire britannique, est né dans la ville indienne de Lucknow en raison du travail de son propre père (fonctionnaire des chemins de fer en Inde), et est devenu officier de bureau qui a ensuite atteint le rang de deuxième secrétaire aux services des affaires étrangères. Par son père, Strummer avait un arrière-grand-père Arménien et une arrière-grand-mère Juive-Allemande.
En 1976, Strummer découvre en concert les Sex Pistols, groupe pionnier du punk rock. Il abandonne aussitôt son premier groupe au style pub rock, The 101'ers, avec lequel il commençait à connaître un certain succès local, pour former The Clash (il insista auprès d'Antoine de Caunes, lors d'un Chorus à la télévision française en 1979, sur le fait que l'appellation « les » Clash souvent utilisée en France est impropre, car le groupe se serait alors nommé en anglais « The Clashes ») avec Mick Jones, et Paul Simonon, tous deux originaires de Brixton, un quartier du sud de Londres. Il quitte le squatt où il vivait pour entamer ce qui lui semble une nouvelle vie, et un nouveau groupe auquel il croit vraiment.
Il devient ainsi le chanteur et leader de The Clash jusqu'en 1985, alors que le groupe, en tournée américaine, est devenu extrêmement populaire. Il continue ensuite différents projets musicaux, notamment en remplaçant Shane MacGowan comme chanteur du groupe The Pogues puis en créant le groupe The Mescaleros, dans lequel il joue jusqu'à sa mort.
Il a marqué toute une génération par ses prises de position politiques (le soutien aux sandinistes, à de nombreuses luttes sociales par des concerts anti-fascistes, aux réfugiés, aux mineurs en grève, etc.), et un véritable charisme auprès de nombreux jeunes qui lui font confiance. Il meurt des suites d'une malformation cardiaque congénitale non détectée, le 22 décembre 2002. Une reprise de The Clash est enregistrée en octobre 2006 en son honneur et en celle de son association Strummerville, avec entre autres Pete Doherty, Carl Barat ou The Rakes.

### La période The Clash (1976-1985)
Le 3 avril 1976, Joe Strummer est impressionné par un groupe alors inconnu, nommé les Sex Pistols, qui fait la première partie de The 101'ers aux Nashville Rooms de Londres. De son côté, Mick Jones fait alors partie du groupe London SS et veut que Strummer les rejoigne pour en être le chanteur — au moment où Strummer accepte, London SS se sépare. Strummer raconte que plusieurs jours après le spectacle, il est abordé par Mick Jones et Paul Simonon dans une rue sombre, et qu'après un instant d'inquiétude, il ressent une occasion unique. Il décide alors de former un nouveau groupe avec Jones, le futur bassiste Paul Simonon, le batteur Terry Chimes et le guitariste Keith Levene. Simonon leur trouve un nom : The Clash.
Ils font leurs débuts le 4 juillet 1976 en ouverture des Sex Pistols à Sheffield au White Swan, aussi appelé The Mucky Duck, aujourd'hui connu comme The Boardwalk Sheffield de Sheffield, Angleterre. Le 25 janvier 1977, le groupe signe avec CBS Records et n'est plus composé que de trois membres depuis que Levene a été remercié et que Chimes a quitté le groupe. Topper Headon devient un peu plus tard le batteur attitré du groupe.
The Clash se démarque progressivement des premiers groupes anglais de punk par l'engagement politique (sous l'impulsion de Strummer) et l'éclectisme musical, qui vont leur assurer une certaine longévité et une popularité très élargie par rapport aux bases du mouvement punk. Leurs chansons parlent de déchéance sociale, de chômage, de racisme, de brutalité policière, de répression politique et sociale, de militarisme et parfois, de sexe. Le groupe montre souvent un visage positif et moralisateur, au-delà du nihilisme affiché par le mouvement punk. Strummer participe aux campagnes menées par la ligue anti-nazie Anti-Nazi League et par le collectif Rock Against Racism. Plus tard, il apporte aussi son soutien à la série de concerts Rock Against the Rich organisé par l'association anarchiste Class War, un groupe anarchiste du Royaume-Uni créé par Ian Bone en 1983.
À l'époque de Clash, Strummer, tout comme les autres membres du groupe, se fait connaître pour ses nombreux ennuis avec la justice. Le 10 juin 1977, Headon et lui sont arrêtés pour avoir tagué « The Clash » sur un mur dans un hôtel. Au début des années 1980, il a également des démêlés judiciaires, après avoir violemment frappé un spectateur avec sa guitare durant un concert à Hambourg, en Allemagne. Avant la sortie de l'album Combat Rock en 1982, on pense que Joe Strummer a disparu mais il s'agirait d'un coup publicitaire monté par le manager du groupe, Bernie Rhodes.
À cette même époque, les membres du groupe sont épuisés par un rythme infernal de tournées, d'enregistrements, et par une reconnaissance devenue mondiale qu'ils ne maîtrisent pas. Le groupe commence à se désintégrer. En septembre 1983, Strummer crée Clash Communique et exclut Mick Jones, qu'il accuse d'avoir adopté un comportement de diva. Topper Headon a lui aussi déjà été mis dehors par le groupe à cause de ses nombreuses absences dues à sa dépendance à l'héroïne, seuls deux membres des débuts restent au sein du groupe. Joe Strummer décide de continuer et engage de nouveaux musiciens. Clash sort l'album Cut The Crap en 1985, mais celui-ci est très mal accueilli par les fans et les critiques. Joe Strummer décide alors de dissoudre le groupe.
L'album London Calling, sorti en 1979 au Royaume-Uni et en 1980 aux États-Unis, a depuis été élu « meilleur album des années 1980 » par le magazine américain Rolling Stone. D'ailleurs, l'influence de Clash et de leur compositeur Joe Strummer se retrouve clairement dans des groupes tels que U2, The Levellers, No Doubt, Billy Idol et Generation X, Manic Street Preachers, Rancid, Green Day, Rage Against the Machine, Nirvana, Pearl Jam, The Strokes, The Libertines, Radio 4, Red Hot Chili Peppers (surtout John Frusciante et Flea) et, en France, le groupe Téléphone. Même Public Enemy, qui a révolutionné le hip-hop, cite Clash comme leur principale influence. Bruce Springsteen a également cité The Clash comme une de ses principales influences musicales. Il a d'ailleurs régulièrement repris les titres London Calling et Clampdown. Le Clash est également en partie responsable de l'explosion des groupes garage dans les années 1980 et 1990.

### La traversée du désert (1985-1999)

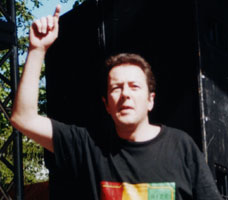
Joe Strummer en 1999.

L'année suivante, Joe Strummer travaille sur quelques chansons (Love Kills, Dum Dum Club) pour le film Sid et Nancy. Il travaille également avec Mick Jones et son groupe Big Audio Dynamite, participant à leur deuxième album en coécrivant la plupart des chansons.
En 1987, il est à l'affiche du film Walker, réalisé par Alex Cox, où il joue le personnage de « Faucet ». Il en profite pour écrire la bande originale. La même année, il joue « Simms », un personnage d'un autre film de Cox, Straight To Hell. Il reprend en 1988 London Calling en concert en compagnie des Pogues. Le concert est filmé et publié sous le titre The Pogues: Live at The Town & Country Club St Patricks Day. En 1989, Joe Strummer joue dans le film Mystery Train de Jim Jarmusch, où il est « Elvis », un homme ayant un faible pour la boisson. En 1990 enfin, il fait une brève apparition en tant que guitariste dans un pub, dans le film J'ai engagé un tueur mis en scène par Aki Kaurismäki, où il chante deux titres : Burning Lights et Afro-cuban Be-bop. Ceux-ci sortent en single promotionnel à tirage limité, au nom de Joe Strummer & The Astro Physicians.
Durant cette période, Joe Strummer continue à jouer la comédie, à écrire et produire des bandes originales pour divers films, notamment celle de Tueurs à gages.
En 1989, Joe Strummer commence la production d'enregistrements solo avec le groupe The Latino Rockabilly War. Néanmoins, l'album Earthquake Weather est un flop critique et commercial, ce qui pousse Sony Records à mettre fin à son contrat. C'est également avec ce groupe qu'il réalise la b-o du film Permanent Record. En 1991, il remplace Shane MacGowan comme chanteur des Pogues pour une tournée, après le départ du célèbre chanteur irlandais. Il en profite pour produire l'album des Pogues Hell's Ditch.
Le 16 avril 1994, Strummer rejoint sur scène le groupe américano-tchèque Dirty Pictures pour Rock for Refugees à Prague, un concert caritatif pour les exilés de la guerre en Yougoslavie. Accompagné des Pictures, Strummer joue un set de chansons des Clash qu'il avoue ne pas avoir repris en plus de dix ans. Joe Strummer et le groupe ont passé les jours précédents à répéter ces titres à Prague.
Après ces années qu'il qualifie de « wilderness years », qui peut se traduire par « traversée du désert », Strummer commence à travailler avec d'autres groupes. Il joue du piano sur le tube des Levellers Just The One (1995) et apparaît sur England's Irie, le titre de 1996 de Black Grape.
1997 il revient au cinéma dans le rôle d'un aviateur nommé Vince Taylor, pour Docteur Chance du cinéaste français F.J. Ossang, un sombre road-movie, inspiré de la Nouvelle Vague et du western, tourné au Chili.
À cette époque, Strummer se sent prisonnier du contrat qui le lie avec Sony Records qui a signé les Clash. Le différend qui dure pendant 8 ans se termine par l'accord du label pour laisser Strummer enregistrer ses propres albums solo avec un autre label. En revanche, si les Clash venaient à se réunir de nouveau, ils devraient enregistrer avec Sony.

### La période The Mescaleros (1999-2002)

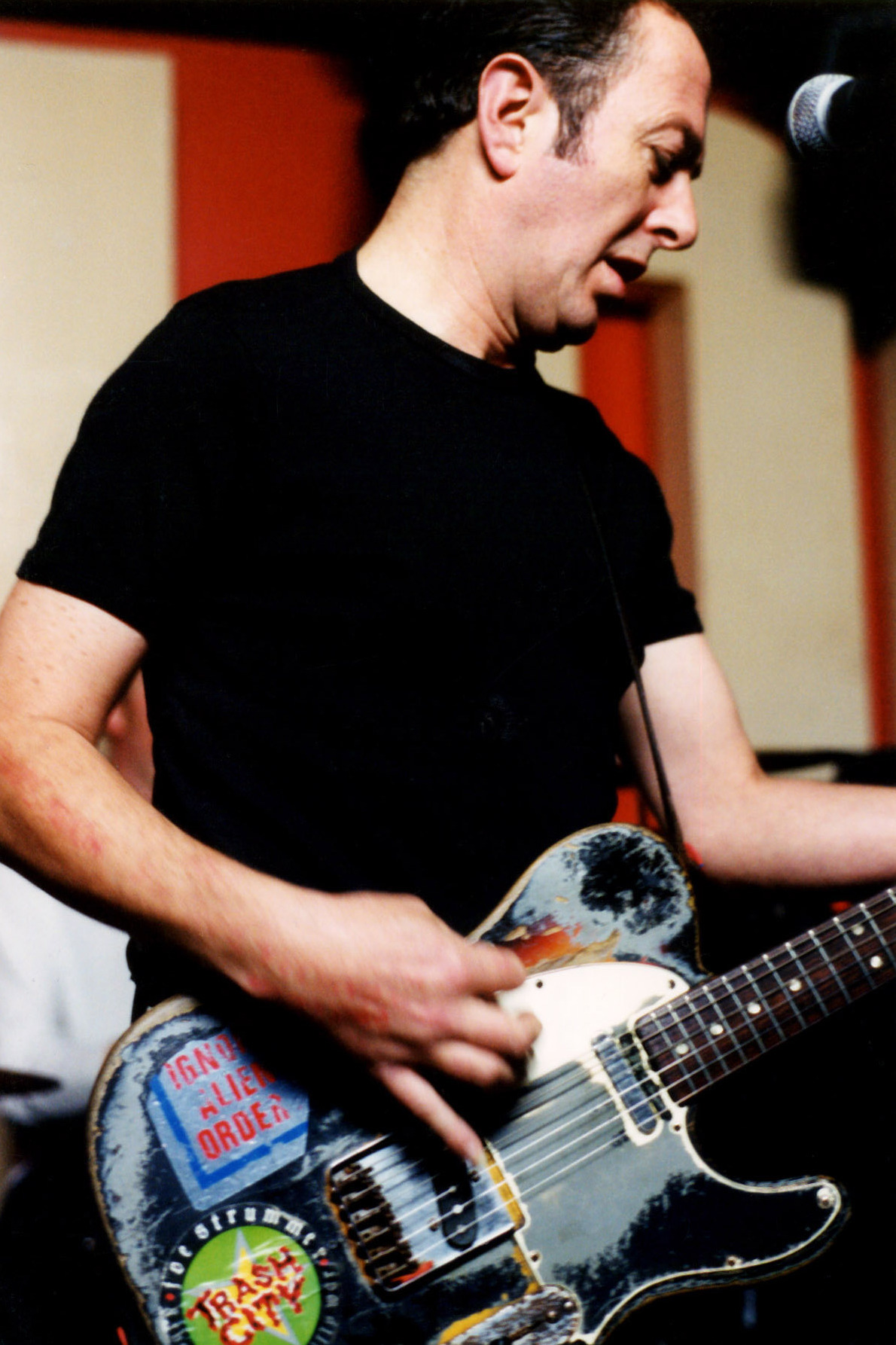
Joe Strummer en 2001.

Finalement, dans la deuxième moitié des années 1990, Joe Strummer regroupe des musiciens dans un groupe qu'il nomme The Mescaleros. Ils signent alors chez Mercury Records et réalisent leur premier album en 1999, coécrit par Antony Genn et Strummer, nommé Rock Art and the X-Ray Style. Une tournée en Angleterre et aux États-Unis suit bientôt, dont des concerts incluant plusieurs reprises des tubes favoris des Clash. En 2001, ils signent avec le label punk californien Hellcat Records et pondent un nouvel opus qu'ils intitulent Global a Go-Go. L'album est suivi d'une tournée de 21 dates à travers l'Amérique du Nord, la Grande-Bretagne et l'Irlande. Une fois de plus, ces concerts contiennent des titres des Clash (London Calling, Rudie Can't Fail, (White Man) In Hammersmith Palais) aussi bien que des reprises de standards reggae et ska (The Harder They Come, A Message to You, Rudy). De plus, le groupe termine régulièrement ses spectacles par un hommage au défunt Joey Ramone en jouant Blitzkrieg Bop des Ramones.
Le 15 novembre 2002, Joe Strummer & The Mescaleros jouent dans un concert de soutien aux pompiers en grève à Londres, au Acton Town Hall. À la surprise générale, Mick Jones, présent aussi ce jour-là, rejoint le groupe sur scène pendant Bankrobber, un classique des Clash. Avec Jones à la guitare et au chant, le groupe remet ça pour White Riot et London's Burning. Pour la première fois depuis 1983, soit près de vingt ans, Strummer et Jones se retrouvent ensemble sur scène. Jones affirme plus tard que ceci était totalement improvisé et qu'il se sentait obligé de rejoindre Strummer sur scène.
La dernière prestation de Joe Strummer a lieu le 22 novembre 2002 au Liverpool Academy.
Peu avant sa mort, Joe Strummer et Bono de U2 coécrivent la chanson 46664 pour Nelson Mandela et sa campagne contre le SIDA en Afrique. Strummer avait même prévu de jouer lors du concert de collecte de fonds organisé par Mandela en février 2003 à Robben Island.

#### Mort

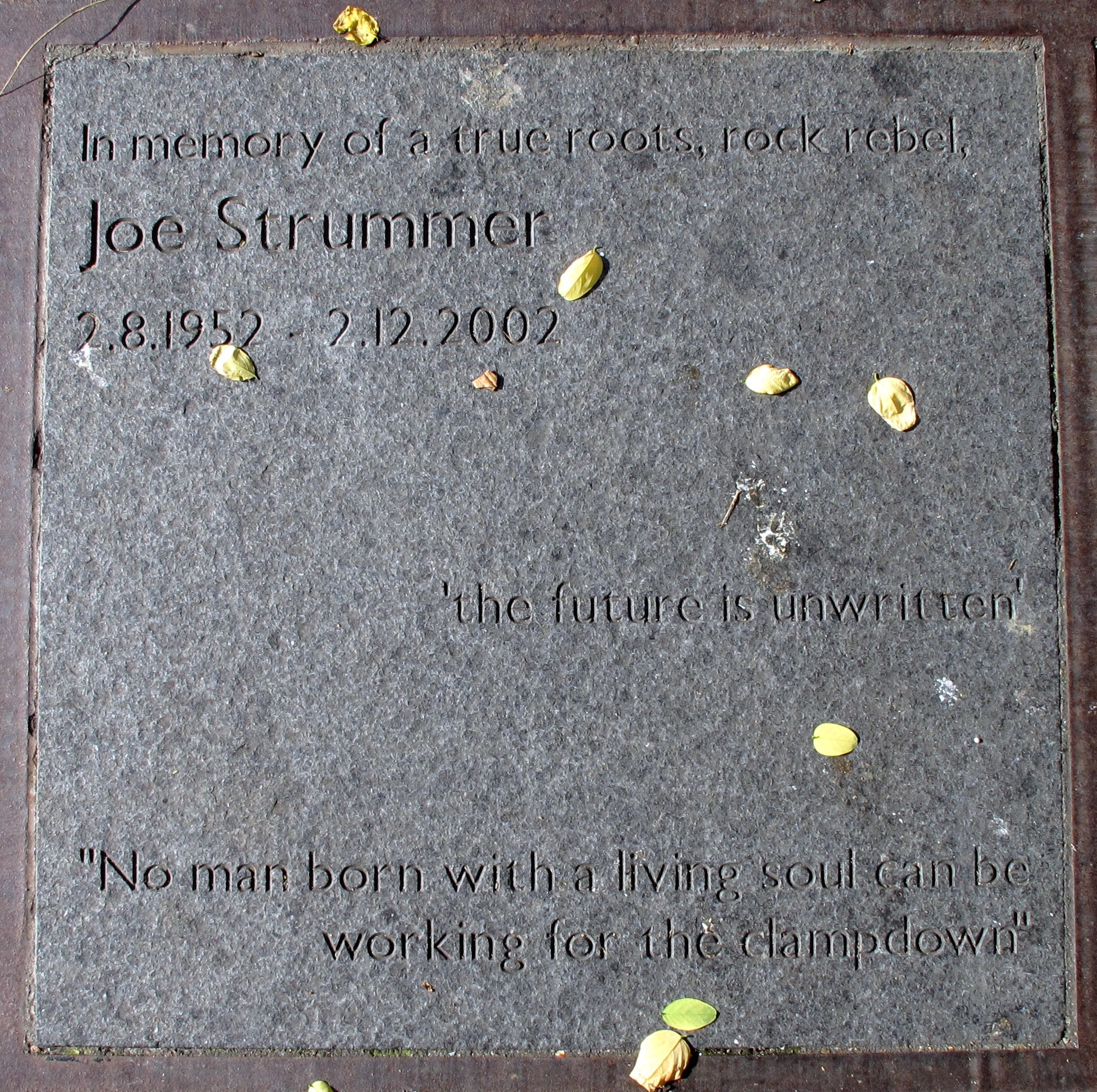
Plaque dédiée à Joe Strummer, à Londres.

Joe Strummer meurt le 22 décembre 2002 dans sa maison de Broomfield dans le Somerset, victime d'une cardiopathie congénitale jamais diagnostiquée. Sa mort prématurée à l'âge de 50 ans a choqué et attristé une génération de fans pour qui il était une personnalité emblématique. Il est incinéré au Cimetière de Kensal Green, et ses cendres sont remisées à sa famille.
Au moment de sa mort, Strummer travaille sur un autre album, qui sort finalement à titre posthume en octobre 2003 sous le titre Streetcore. Pour les critiques, les chansons Coma Girl et Arms Aloft in Aberdeen soutiennent largement la comparaison avec les meilleurs titres de Clash, alors que la reprise de Bobby Charles Before I Grow Too Old (renommée en Silver and Gold) clôt le tout de façon poignante. Cet album contient aussi un hommage à l'icône de la musique américaine Johnny Cash (Long Shadow), qui a d'abord été écrit pour Cash et enregistré dans le garage de Rick Rubin. On y trouve aussi une chanson en mémoire des attentats du 11 septembre 2001, Ramshackle Day Parade, et une reprise du classique de Bob Marley, Redemption Song, dont Joe Strummer a également enregistré une version en duo avec Johnny Cash.

## Hommages posthumes

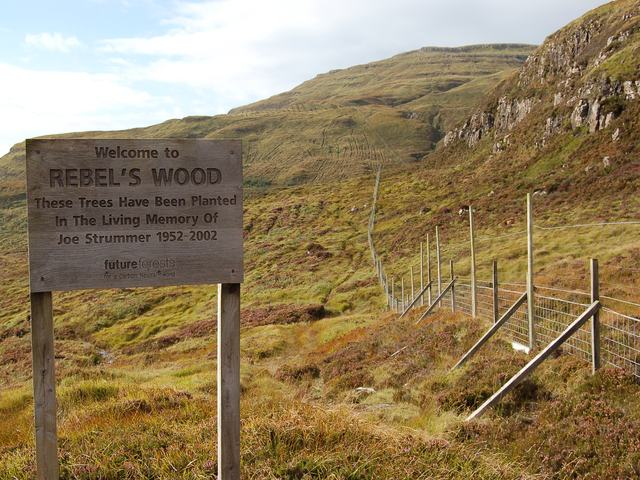
Rebel's Wood

Lors de la cérémonie des Grammy Awards de février 2003, London Calling est chantée sur scène par Elvis Costello, Bruce Springsteen, Steven Van Zandt, Dave Grohl, Pete Thomas et Tony Kanal en hommage à Joe Strummer. En mars 2003, The Clash entre au Rock and Roll Hall of Fame. Les discours d'intronisation de The Clash sont prononcés par The Edge du groupe U2 et Tom Morello, le guitariste du groupe Rage Against the Machine. The Clash est représenté à la cérémonie par Mick Jones, Paul Simonon, Terry Chimes, le premier batteur du groupe, et Lucinda Tait, la veuve de Joe Strummer.
En plus de sa musique, Strummer a grandement contribué à Future Forests (rebaptisée The Carbon Neutral Company), une association destinée au repiquage d'arbres dans diverses parties du globe dans le but de combattre le réchauffement climatique. Beaucoup d'autres artistes tels que les Foo Fighters, Coldplay et Pink Floyd ont suivi le mouvement et les fans peuvent aujourd'hui visiter le site web de l'association pour acheter des arbres à planter dans la forêt de leur artiste préféré. Celle de Joe Strummer a été baptisée « Rebel's Wood », une parcelle spécialement réservée à Orbost, sur l'île de Skye.
En sa mémoire, les amis et la famille de Strummer ont créé la fondation Strummerville pour la promotion des nouvelles musiques. Sa compagne, Lucinda Tait, en assure la direction.

Stiff Little Fingers, le groupe de punk rock originaire de Belfast, a aussi enregistré une chanson hommage Strummerville sur leur album Guitar and Drum.
Le groupe espagnol Muletrain lui dédie son premier album studio, intitulé Demolition Preachin, enregistré en 2004.
Le 12 février 2005, la locomotive britannique Classe 47 no 47828 est baptisée « Joe Strummer ». La plaque nominative est inaugurée par sa veuve Lucinda Tait durant une cérémonie à la gare de Bristol Temple Meads.
Le 22 juillet 2005, Tait inaugure une plaque sur la maison de Pentonville où Strummer vécut de 1973 à 1974 et où la chanson Crummy Bum Blues, sa toute première incursion dans le monde de la musique, fut enregistrée.
Un documentaire réalisé par Dick Rude et intitulé Let's Rock Again! est sorti en 2004. Ce film, terminé après la mort de Joe Strummer, est une chronique de la tournée américaine des Mescaleros pour la promotion de l'album Global a Go-Go.
En 2007, Julien Temple réalise le documentaire Joe Strummer: The Future is Unwritten. Il retrace son parcours de sa naissance à sa mort, des Clash aux Mescaleros, à l'aide de nombreux témoignages, d'amis d'enfance, de proches et de musiciens, notamment Bono, Topper Headon et Mick Jones.
En 2012, The Wallflowers publie sur leur album Glad All Over la chanson "Reboot The Mission" en hommage aux Clash en collaboration avec Mick Jones. Dans l'un des couplets, Jakob Dylan cite les membres du groupe dont Jack Irons, où il scande : « He Jammed with the mighty Joe Strummer ».
Le 20 mai 2013, la placeta Joe Strummer a été inaugurée en Espagne, à Grenade.
En 2014, dans son album Songs of Innocence, U2 dédie le titre This Is Where You Can Reach Me Now (piste 11) à sa mémoire. En décembre de la même année, une équipe de biologistes marins nomme d'après Strummer une espèce nouvelle de gastéropode vivant dans les sources hydrothermales du bassin de Lau dans le Pacifique du sud-ouest : Alviniconcha strummeri. Ils justifient ce choix inattendu par le mode de vie qu'ils qualifient eux-mêmes de « hardcore » des animaux de ce genre, ainsi que par l'aspect hérissé de leur coquille rappelant l'allure des groupes punk.

## Fender Telecaster

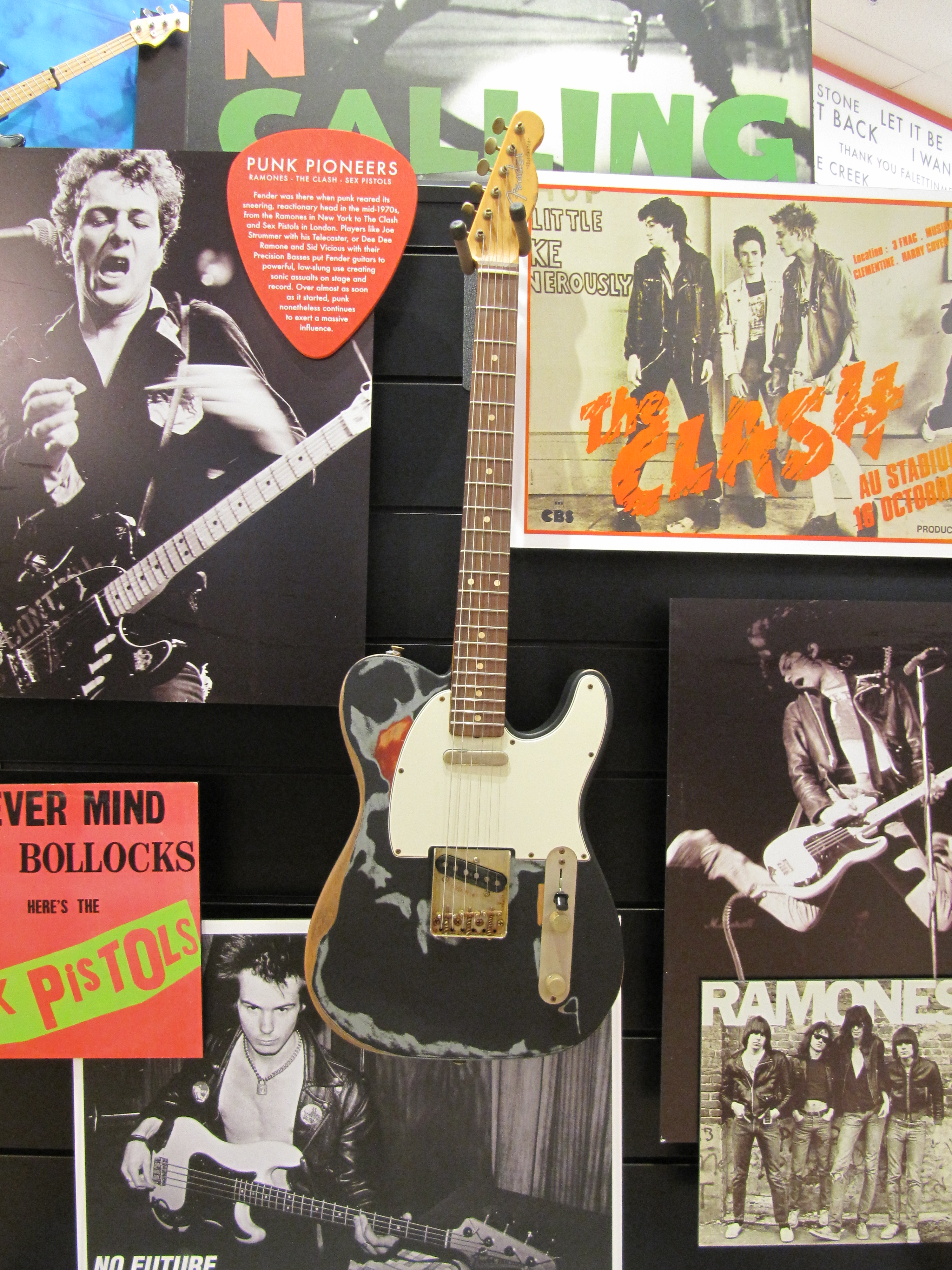
Fender Telecaster modèle Joe Strummer

L'image de Joe Strummer est indissociable de sa guitare, une Fender Telecaster modèle 1966 malmenée et repeinte à l'aérographe en gris puis en noir. Joe Strummer l'achète en 1975 pour 120 £, avant de la customiser. Lorsque The Clash rencontre le succès, il reçoit de nombreuses propositions pour jouer sur des guitares neuves, qu'il décline toutes. Il n'utilise pratiquement que cet instrument sur la suite de sa carrière, orné successivement de différents autocollants (dont le célèbre « ignore Alien orders »).
En 2008, Fender lui dédie un modèle signature : la Fender Telecaster Joe Strummer. C'est une Fender faite au Mexique, à l'aspect abîmé : chevalet rouillé mécaniques oxydées, table usée jusqu'au bois.

## Discographie

### Solo
- Walker (BO, 1987), Virgin
- Earthquake Weather (1989), Epic
- Joe Strummer 001 (compilation, 2008), Ignition Records
- Assembly (compilation, 2021), BMG

### Avec Los Mescaleros
- Rock Art and the X-Ray Style (1999)
- Global a Go-Go (2001)
- Minstrel Boy (2001), titre réadapté dans la bande originale du film La Chute du faucon noir de Ridley Scott
- Streetcore (2003)
- Joe Strummer 002: The Mescaleros Years (compilation, 2022), Dark Horse Records

## Filmographie
- 1980 : Rude Boy de Jack Hazan et David Mingay
- 1983 : La Valse des pantins de Martin Scorsese
- 1987 : Walker d'Alex Cox
- 1987 : Straight to Hell d'Alex Cox
- 1987 : Candy Mountain de Robert Frank et Rudy Wurlitzer
- 1989 : Mystery Train de Jim Jarmusch
- 1990 : J'ai engagé un tueur d'Aki Kaurismäki
- 1997 : Docteur Chance de F. J. Ossang